# 联合国妇女署
联合国妇女署（英語：UN Women），全称联合国促进性别平等和增强妇女权能署（英語：United Nations Entity for Gender Equality and the Empowerment of Women），简称妇女署，是联合国的一个下属机构。正式开始运作于2011年1月1日，同年2月24日晚間於聯合國總部（纽约时间）正式舉行成立典禮，主要事務為推动全球性別平等、女性赋权（Women's empowerment）、结束针对妇女暴力等方面的工作。

## 歷史
2010年7月2日第64届联合国大会於下午举行全体会议並通过表決，一致赞成决定建立一个致力于加快实现性别平等和妇女赋权的独立联合国机构（A/RES/64/289決議 （页面存档备份，存于））。以增强联合国在提高妇女地位方面的作用，并为其相關事務提供更加协调、及时和切合需求的支持。
將合并原有4个妇女专门机构所負責之任务和职能并移交给妇女署，分別為：

- 提高妇女地位司（Division for the Advancement of Women，DAW）：本署直接前身機構，1946年成立，原隸屬經濟與社會事務部（英语：United Nations Department of Economic and Social Affairs）。
- 两性平等问题和提高妇女地位问题特别顾问办公室（Office of the Special Adviser on Gender Issues and Advancement of Women，OSAGI)：1997年成立，原隸屬秘書處。
- 联合国妇女发展基金（United Nations Development Fund for Women，UNIFEM）：簡稱「妇发基金」，1976年成立。
- 联合国提高妇女地位国际研究训练所（United Nations International Research and Training Institute for the Advancement of Women，UN-INSTRAW）：簡稱「提高妇女地位研训所/妇研所」，1976年成立。

2010年9月14日智利前总统巴切莱特被任命为为妇女署首任负责人。

## 歷任总干事
婦女署負責人層級於联合国系統內屬「副秘书长」（Under-Secretary-General of the United Nations）级别，职务名称为联合国妇女署總幹事（Executive Director of UN Women）。
1. 米歇尔·巴切莱特（2010年9月14日至2013年3月15日）
  1. ：拉克什米·普里（英语：Lakshmi Puri）（2013年3月至8月，聯合國助理秘書長兼，婦女署副总干事代理）
2. 普希莉·蘭博庫卡（英语：Phumzile Mlambo-Ngcuka）（2013年8月13日至2021年9月，联合国副秘书长兼）[9]
3. 西玛·萨米·巴胡斯（2021年9月至今，联合国副秘书长兼）[10]